# Ifjú Sátán
Ifjú Sátán (ピッコロ; Pikkoro; Piccolo) kitalált szereplő, eleinte gonosztevő, majd később pozitív szereplő a Dragon Ball című manga- és animesorozatban. Először a Dragon Ball végén jelenik meg, majd az egész Dragon Ball Z során fontos szerepet kap. A Dragon Ball GT-ben és a Dragon Ball Super-ben is megjelenik, noha eléggé kis szerepben. Neve a kisfuvolából (piccolo) ered. Szinkronhangja az eredeti japán változatban Furukava Tosio, míg a magyarban Csík Csaba Krisztián.

## Eredet
Ifjú Sátán “gyermeke” és reinkarnációja Szívtelen Sátánnak – és így gonosz fele a Mindenhatónak – aki azzal a céllal születik, hogy megbosszulja apját, és újra megkísérelje átvenni az uralmat az emberek fölött.
Sátánt eleinte apja okán démoni eredetűnek sugallja a sorozat (az elnevezés is erre utal: Mazoku~Demon Clansman), azonban kiderül, hogy valójában földönkívüli, namek származású, akinek egy egykor a Namek-bolygót sújtó természeti katasztrófa miatt kellett elhagynia szülőhelyét, és így a Földre került. Ebben a namekiben gonoszság ébredt, és hogy Mindenható lehessen belőle ezt a gonoszt ki kellett űznie magából. Ebből lett Szívtelen Sátán, a jó énjéből meg az új Mindenható. Szívtelen Sátán meghalt (Son Goku győzte le), de még létrehozta fiát, Ifjú Sátánt.

## Megjelenés
Sátán namek származása lévén különleges kinézettel rendelkezik: zöld bőre, hegyes füle, kopasz feje van. Fején “csápok”, és a karján, lábán valamint mellkasán rózsaszín szelvényezett részek találhatók.
Öltözete gyakorlatilag sosem változik: lila ruházatot visel, kék övvel, barna hegyes cipővel, valamint fehér köpenyt és turbánt.

## Személyiség
Amikor Sátán először megjelenik, egy agresszív gonosz lény, aki megpróbál apjához hasonlóan világuralomra törni. Azonban Raditz megérkezése után felismerte, hogy a csillagharcosok milyen veszélyt jelentenek az ő ambíciójára. Így egy kényszerű szövetség részeként elvállalja Son Gohan edzését, miután felismerte azt, hogy Gohan milyen rejtett erővel rendelkezik. Az edzése közben azonban akarata ellenére egyre inkább jó szívvel gondol Gohanra, és ennek hatására áldozza fel életét Gohanért, a csillagharcosok ellen vívott harcban.
Miután visszatért a halálból, csatlakozik Goku barátaihoz, akiknek nagy segítséget jelent harci ereje, határozottsága, megfontoltsága, bölcsessége és (főleg miután egyesült a Mindenhatóval) a természetfeletti világról való ismeretei.

## Képességek
Sátán, hasonlóan minden harcoshoz, hatalmas erővel, sebességgel rendelkezik, valamint képes teljesen uralni a kíjét. Nameki származása azonban további különleges képességeket is biztosít neki.
Technikák, képességek:
- Kí-érzékelés/rejtés: Sátán képes érzékelni mások kíjét, ezáltal megmondani a helyzetét és erejét, valamint elrejteni a kíjét, hogy őt a kíje alapján ne vehessék észre (más kít érzékelni képes személyek illetve, műszerek).
- Bukujutsu: Sátán képes repülni a kíje segítségével.
- Változatos kí-lövések
- Makankosappo: Sátán a homloka elé helyezi a mutató és középső ujját kinyújtva, energiát gyűjt, majd lő az ujjaiból, egy spirális sárga kí-sugarat.
- Tsuihidan: Sátán képes lőni egy sárga kí-gömböt, ami követi az ellenfelet.
- Zanzouken: Sátán képes saját maga illúzióit létrehozni azáltal, hogy gyorsan mozog.
- Telekinézis: Sátán képes mozgatni a tárgyakat a kíje segítségével.
- Telepátia: Sátán képes gondolati úton üzenni másoknak.
- Sai Sei: Sátán képes regenerálni a végtagjait, amíg a feje sértetlen.
- Kyodaika: Sátán képes óriási méretekre megnőni. Goku ellen alkalmazta a 23. Tenkaichin.
- Mystic Attack: Sátán képes meghosszabbítani a karjait, így az ellenfeleit távolról képes támadni.
- Tárgyalkotás: Sátán képes tárgyakat alkotni a semmiből.

Miután Ifjú Sátán egyesült a Mindenhatóval (a Cell részeknél), olyan nagy mértékben megnőtt az ereje, hogy egyesek elkezdtek rá úgy utalni, mint Szuper Nameklakóra. (Így még Dermesztővel szemben is megállta volna a helyét.)

## Fordítás
- Ez a szócikk részben vagy egészben  a   Piccolo (Dragon Ball) című angol Wikipédia-szócikk fordításán alapul.  Az eredeti cikk szerkesztőit annak laptörténete sorolja fel. Ez a jelzés csupán a megfogalmazás eredetét és a szerzői jogokat jelzi, nem szolgál a cikkben szereplő információk forrásmegjelöléseként.